# Games Workshop
Games Workshop Group — британская компания, выпускающая настольные игры и сопутствующую продукцию к ним. Компания имеет развитую сеть дистрибуции, состоящую из приблизительно 500 магазинов розничной торговли по всему миру; около 75 % продаж осуществляется за пределами Великобритании. Штаб-квартира компании и завод, где изготавливается большая часть её продукции, находятся в городе Ноттингем, Великобритания. Акции компании торгуются на Лондонской фондовой бирже.
Games Workshop, основанная в 1975 году, сумела добиться успеха как издатель и дистрибьютор американской настольной ролевой игры Dungeons & Dragons, и в первое десятилетие своего существования занималась в основном настольными ролевыми играми, но позднее переориентировалась на варгеймы с миниатюрами. Важнейшими продуктами Games Workshop являются игры Warhammer 40,000 и Warhammer Age of Sigmar, основанные на разработанных ей самой вымышленных вселенных, а также игры по легендариуму Дж. Р. Р. Толкина. Компания также производит множество настольных игр, преимущественно основанных на этих же вселенных, и издаёт с 1977 года журнал о настольных играх White Dwarf. В разные годы под эгидой Games Workshop также работал ряд дочерних компаний, таких как Citadel Miniatures, специализировавшаяся на выпуске игр с миниатюрами, и издательство Black Library, публиковавшее связанные со вселенными игр романы, рассказы и аудиокниги; в последующем эти компании были превращены во внутренние подразделения Games Workshop.

## История

### Основание
Компания Games Workshop была основана в 1975 году в Лондоне тремя школьными друзьями — Иэном Ливингстоном, Стивом Джексоном и Джоном Пиком. Решив, что они хотят делать настольные игры, Ливингстон, Джексон и Пик перебрали несколько названий для будущей компании наподобие Games Garage и Galactic Games, но остановились на названии Games Workshop («мастерская игр»), поскольку продукцию предполагалось делать вручную. Этим занимался Пик, умелый резчик по дереву — он начал с изготовления досок для нард, позже делал доски для манкалы, го, ханойские башни и тому подобное; Ливингстон взял на себя продажу игр в местные магазины, а Джексон — офисную работу и также делал иллюстрации для журнала Games & Puzzles. Вскоре основатели Games Workshop запустили собственный ежемесячный бюллетень под названием Owl and Weasel, посвященный настольным играм и просуществовавший до 1977 года — материалы для этого издания в основном писал Джексон; первый выпуск рассылали по почте подписчикам закрывшегося к тому времени фэнзина Albion.
Одна из этих рассылок попала в руки американцу Брайану Блуму, одному из основателей компании TSR, Inc., ранее выпустившей настольную ролевую игру Dungeons & Dragons. Блум связался с Games Workshop и позже выслал копию Dungeons & Dragons для обзора. Джексон и Ливингстон посчитали, что эта игра гораздо интереснее и изобретательнее, чем всё, что выпускалось в Великобритании в то время, заказали ещё шесть копий для перепродажи и посвятили игре хвалебный обзор в очередном выпуске Owl and Weasel. В том же 1975 году TSR и Games Workshop подписали трехлетний договор, делавший Games Workshop эксклюзивным дистрибьютором Dungeons & Dragons в Европе. В 1976 году Пик, не питавший интереса к настольным ролевым играм, покинул компанию.

### Эпоха настольных ролевых игр
Хотя Джексону и Ливингстону удалось наладить на печати и продажах Dungeons & Dragons успешный бизнес, они всё-таки испытывали трудности с рекламой настольных ролевых игр как совершенно нового развлечения и запустили журнал White Dwarf — первый профессиональный британский журнал, посвящённый ролевым играм; первый выпуск, вышедший в июне 1977 года, был почти полностью посвящён Dungeons & Dragons. Неоднозначное название журнала, которое можно прочитать и как «белый гном», и как «белый карлик», было выбрано сознательно — так, чтобы привлечь внимание и любителей фэнтези, и научной фантастики.
1 апреля 1978 года компания открыла свой первый магазин в районе Хаммерсмит в Лондоне — на это открытие собралась очередь из покупателей около сотни человек. В этом же году Games Workshop приобрела у ещё одной американской компании Ral Partha Enterprises лицензию на выпуск продажу в Великобритании металлических миниатюрных фигурок, а в начале следующего года заключила с Брайаном Анселлом, основателем Asgard Miniatures, партнерский договор о создании новой компании под названием Citadel Miniatures Limited. Citadel Miniatures первоначально выпускала две серии фигурок — первая представляла лицензированные копии продукции Ral Partha, а вторая — уже разработанные самостоятельно фигурки монстров из настольных игр; эту серию под названием Fiend Factory компания рекламировала через журнал White Dwarf. В 1981 году Citadel Miniatures запустила ещё одну серию фигурок под названием Spacefarers уже с космической тематикой. В 1980 году компания открыла второй магазин в Манчестере, в 1981 — третий в Бирмингеме.
Растущие доходы позволяли Games Workshop приобретать новые и новые лицензии на настольные ролевые игры и материалы к ним, такие как Traveller от американской Game Designers' Workshop или RuneQuest от Chaosium; она выпускала и собственные настольные игры, в частности, Apocalypse, и игры по вселенным «Доктора Кто» или Судьи Дредда. В середине 1980-х годов Games Workshop пыталась выпускать и собственные настольные ролевые игры, от начала и до конца разработанные внутри компании — как неудачная Golden Heroes (1984) или добившаяся большего успеха Judge Dredd: The Role-Playing Game (1985).
Огромного успеха добилась серия книг-игр Fighting Fantasy, созданная Джексоном и Ливингстоном; эти книги, рассчитанные на одного игрока-читателя, совмещали в себе элементы серии Choose Your Own Adventure и механики, характерные для настольных ролевых игр — например, определение успеха действий броском игральной кости. Для этой серии писали и британские, и американские авторы, и она также издавалась и в США; Games Workshop использовала журнал White Dwarf для рекламы и продвижения книг. Три первые книги этой серии, выпущенные в 1982—1983 годах, достигали первой позиции в списке бестселлеров The Sunday Times, и к 1985 году было продано более 3 миллионов книг — несоизмеримо больше, чем тираж White Dwarf, составлявший в те годы около 20 тысяч экземпляров. Хотя эти книги в период их популярности и принесли Games Workshop огромные прибыли, они слабо повлияли на структуру и будущее её бизнеса.

### Реорганизация и переход к играм с миниатюрами
В 1983 году Citadel Miniatures выпустила варгейм с миниатюрными фигурками Warhammer Fantasy Battle, разработанный Брайаном Анселлом, Риком Пристли и Ричардом Хейлливеллом; хотя правила для этого варгейма содержали также и вариант в формате настольной ролевой игры и даже образец кампании, этот формат отошёл на второй план — Warhammer заинтересовала публику именно как варгейм, и в скором времени были выпущены второе (1984) и третье (1987) издания игры.
В октябре 1986 года руководство Games Workshop решило выполнить реорганизацию «сверху вниз» и объединить Games Workshop и Citadel Miniatures; дистрибуция была перенесена из Лондона в город Иствуд, где уже находился завод Citadel, а производство — в Ноттингем. Ряд сотрудников Games Workshop, не пожелавших уезжать из Лондона, покинули компанию — в это число вошел и тогдашний генеральный менеджер Питер Дарвилл-Эванс. В связи с организационными переменами Иэн Ливингстон покинул пост редактора White Dwarf; позже и редакция журнала была переведена в Ноттингем, также потеряв часть сотрудников. Хотя компания по-прежнему издавала американские настольные ролевые игры, она расширяла унаследованный от Citadel Miniatures бизнес, связанный с Warhammer Fantasy Battle, и выпускала разнообразные дополнения и книги уже к этой игре. На основе Warhammer Fantasy Battle также была запущена и настольная ролевая игра — Warhammer Fantasy Roleplay (1986); её правила были основаны на правилах варгейма, но рассчитаны на управление отдельными героями, а не армиями.
В 1987 году, вдохновляясь успехом Warhammer Fantasy Battle, Games Workshop выпустила схожую игру с миниатюрными фигурками уже в духе научного фэнтези — Warhammer 40,000. Хотя первая редакция этой игры с подзаголовком Rogue Trader включала в себя идеи и механики, характерные для настольных ролевых игр, уже со второй редакции (1993), именовавшейся просто Warhammer 40,000 без подзаголовка, они были отброшены — игра была превращена в чистый варгейм.
К концу 1980-х годов Games Workshop постепенно свернула бизнес по изданию настольных ролевых игр, сосредоточившись на играх с миниатюрами — Warhammer Fantasy Battle и Warhammer 40,000; к 1988 году и журнал White Dwarf из издания о ролевых играх — имевшего в те годы тираж около 50 тысяч экземпляров — практически полностью превратился в журнал о миниатюрах. В 1989 году компания создала дочернее издательство Flame Publications, на которое возложила поддержку своей единственной оставшейся ролевой игры Warhammer Fantasy Roleplay — это издательство просуществовало недолго и было закрыто в 1992 году, успев выпустить лишь несколько книг; публикацией Warhammer Fantasy Roleplay в дальнейшем занималось стороннее издательство Hogshead Publishing. В 1991 году Джексон и Ливингстон продали свои доли в компании. В течение 1990-х годов после закрытия Flame Publications компания Games Workshop уже не выпустила ни одной настольной ролевой игры.
Смена направления бизнеса вызывала недоумение и у старых клиентов Games Workshop — любителей ролевых игр, и у сотрудников компании, но ей удалось стать лидером на новом рынке; благодаря уже налаженной в предыдущее десятилетие сети собственных розничных магазинов ей не было нужды делиться доходами со сторонними дистрибьюторами и продавцами. Она также агрессивно вытесняла традиционные магазины настольных игр с выгодных мест, открывая свои собственные торговые точки рядом с ними. Когда в 1995 году Games Workshop попыталась применить ту же тактику в США, американские компании-дистрибьюторы настольных игр The Armory, Greenfield Hobby Distributors и Wargames West подали на неё иск в суд, обвиняя в помехах коммерческой деятельности и нарушении антимонопольного законодательства; хотя в первой инстанции дистрибьюторы добились запретительного приказа, он был отменён в апелляционной инстанции. К середине 2010-х годов у Games Workshop было более 50 магазинов в США.

### Black Library
На протяжении 1990-х годов компания развивала свои важнейшие игры Warhammer Fantasy Battles и Warhammer 40,000, каждые несколько лет выпуская для них обновлённые редакции правил: Warhammer Fantasy Battles с третьей редакции (1992) выросла до шестой (2000), Warhammer 40,000 — со второй (1993) до третьей (1998). В 2001 году Games Workshop запустила ещё один варгейм с миниатюрами, основанный на легендариуме Дж. Р. Р. Толкина — The Lord of the Rings Strategy Battle Game.
В 1997 году в рамках Games Workshop был создан импринт Black Library и соответствующее подразделение, занимавшееся книгоизданием. Этот проект вырос из желания сотрудников, работавших с обеими играми Warhammer, выпустить книгу под условным названием Games Workshop Annual с короткими историями и комиксами, объединёнными общей вселенной. Этот проект был реализован под руководством Рика Пристли и Энди Джонса, а также писателя Марка Гаскойна, раньше работавшего над серией Fighting Fantasy, в виде нового ежемесячного журнала Inferno!, выходившего с июня 1997 по январь 2005 года. Black Library как подразделение Games Workshop выпускало Inferno! со второго номера и со временем сумело добиться большого успеха, публикуя основанные на обеих вселенных художественные романы — первыми книгами такого рода, выпущенными Black Library, стали «Победитель троллей» Уильяма Кинга по вселенной Warhammer Fantasy Battles и «Первый и единственный» Дэна Абнетта по вселенной Warhammer 40,000, оба выпущенные в 1999 году. По мере роста Black Library компания Games Workshop реорганизовала свои книгоиздательские проекты в подразделение BL Publishing, куда, помимо собственно Black Library, входили и другие импринты — в частности, Black Flame и Solaris Books. Кроме публикации книг, BL Publishing занималась выпуском настольных игр, комиксов, фигурок из эпоксидной смолы и тому подобного.
С закрытием Hogshead Publishing в 2003 году Games Workshop вновь начала публиковать настольную ролевую игру Warhammer Fantasy Roleplay самостоятельно — через BL Publishing в рамках импринта Black Industries; второе издание игры, выпущенное в 2005 году, было подготовлено американской фирмой Green Ronin. В январе 2008 года Games Workshop запустила через Black Industries и настольную ролевую игру Dark Heresy по вселенной Warhammer 40,000, но сразу же после этого объявила о закрытии импринта: настольные ролевые игры продавались не так хорошо, как художественные романы, и компания желала сосредоточиться на более прибыльном продукте. Дальнейшая публикация Dark Heresy и Warhammer Fantasy Roleplay была вновь передана по лицензии стороннему издательству Fantasy Flight Games, которое отбросило наработки Green Ronin и самостоятельно разработало собственную третью редакцию игры, сильно отличающуюся со второй.
2008 год был кризисным временем для Games Workshop: по итогам финансового года компания объявила об убытке в 192 тысячи фунтов стерлингов, хотя ещё годом раньше была прибыльной. Она была вынуждена закрыть Black Industries, импринт Black Flame и продать другой импринт Solaris Books издательству Rebellion Group.
В декабре 2023 года Games Workshop отчиталась о полугодовой выручке в 235 миллионов фунтов от основной деятельности и ещё 12 миллионов фунтов дохода по лицензионным договорам — например, от выпуска компьютерных игр, разработанных другими компаниями. Чистая прибыль компании за полгода должна была составить 94 миллиона фунтов — больше, чем в предыдущие периоды. В то время как конкуренты Games Workshop по индустрии настольных игр, как Hasbro, провели массовые увольнения сотрудников, Games Workshop выделила из своих прибылей 7,5 миллионов фунтов на рождественские бонусы сотрудникам — по 2500 фунтов на каждого. В 2023 году Games Workshop заключила с Amazon договор об эксклюзивных правах на создание фильмов и телесериалов по вселенной Warhammer 40,000 и заявила, что над этими проектами работает «элитная команда сценаристов»; исполнительным продюсером этой серии проектов стал актёр Генри Кавилл.

## Компьютерные игры
В 1983-1985 годах Games Workshop лицензировала или продюсировала разработку нескольких игр для ZX Spectrum, не связанных со вселенной Warhammer:
- Apocalypse (1983) — основана на настольной игре
- Argent Warrior (1984) — иллюстрированная приключенческая игра
- Battlecars (1984) — гоночная игра для 2 игроков
- Ringworld (1984)  — текстовая приключенческая игра
- D-Day (1984) — варгейм по мотивам высадки в Нормандии
- Chaos: The Battle of Wizards (1985) — многопользовательская пошаговая стратегическая игра, написанная Джулианом Голлопом
- Journey's End (1985) — текстовая приключенческая игра
- The Key Of Hope (1985)  — текстовая приключенческая игра
- Talisman (1985)  — многопользовательская пошаговая стратегическая игра
- Tower Of Despair (1985)  — текстовая приключенческая игра, также выпущена для Commodore 64.
- Runestone (1986)  — текстовая приключенческая игра

Многие компьютерные игры были созданы сторонними разработчиками на основе вселенной Warhammer, принадлежащей фирме.